# Oncocnemis sectiloides
Oncocnemis sectiloides là một loài bướm đêm trong họ Noctuidae.